# Distrikt Shapaja
Der Distrikt Shapaja liegt in der Provinz San Martín in der Region San Martín in Nordzentral-Peru. Der Distrikt wurde am 14. August 1920 gegründet. Er besitzt eine Fläche von 237 km². Beim Zensus 2017 wurden 1972 Einwohner gezählt. Im Jahr 1993 betrug die Einwohnerzahl 1952, im Jahr 2007 1690. Sitz der Distriktverwaltung ist die 209 m hoch gelegene Ortschaft Shapaja. Shapaja befindet sich 15 km südöstlich der Provinzhauptstadt Tarapoto.

## Geographische Lage
Der Distrikt Shapaja befindet sich im zentralen Westen der Provinz San Martín. Er liegt in den östlichen Voranden. Im Osten wird der Distrikt von den Flüssen Río Huallaga und dessen linken Nebenfluss Río Mayo, begrenzt. Unterhalb dessen Einmündung biegt der Río Huallaga nach Osten ab und durchquert den Distrikt.
Der Distrikt Shapaja grenzt im Westen an den Distrikt Juan Guerra, im Nordwesten und im Norden an den Distrikt La Banda de Shilcayo, im Osten an den Distrikt Chazuta sowie im Süden an die Distrikte Sauce und Alberto Leveau.

## Ortschaften
Neben dem Hauptort gibt es folgende größere Ortschaften im Distrikt:
- Aguano Muyuna
- La Banda de Chazuta